# Півер (Південна Дакота)
Півер (англ. Peever) — місто (англ. town) в США, в окрузі Робертс штату Південна Дакота. Населення — 180 осіб (2020).

## Географія
Півер розташований за координатами 45°32′32″ пн. ш. 96°57′22″ зх. д. / 45.54222° пн. ш. 96.95611° зх. д. (45.542240, -96.956124).  За даними Бюро перепису населення США в 2010 році місто мало площу 0,32 км², уся площа — суходіл.

## Демографія
Згідно з переписом 2010 року, у місті мешкало 168 осіб у 56 домогосподарствах у складі 47 родин. Густота населення становила 523 особи/км².  Було 63 помешкання (196/км²).
Расовий склад населення:
| - 65,5 % — корінних американців - 28,6 % — білих |

До двох чи більше рас належало 5,4 %. Частка іспаномовних становила 2,4 % від усіх жителів.
За віковим діапазоном населення розподілялося таким чином: 36,3 % — особи молодші 18 років, 57,7 % — особи у віці 18—64 років, 6,0 % — особи у віці 65 років та старші. Медіана віку мешканця становила 28,5 року. На 100 осіб жіночої статі у місті припадало 93,1 чоловіків;  на 100 жінок у віці від 18 років та старших — 91,1 чоловіків також старших 18 років.
Середній дохід на одне домашнє господарство  становив 46 079 доларів США (медіана — 50 833), а середній дохід на одну сім'ю — 52 578 доларів (медіана — 51 875). За межею бідності перебувало 27,9 % осіб, у тому числі 45,9 % дітей у віці до 18 років та 64,3 % осіб у віці 65 років та старших.
Цивільне працевлаштоване населення становило 92 особи. Основні галузі зайнятості: роздрібна торгівля — 33,7 %, освіта, охорона здоров'я та соціальна допомога — 29,3 %, мистецтво, розваги та відпочинок — 22,8 %.